# Anastrepha serpentina
Anastrepha serpentina är en tvåvingeart som först beskrevs av Christian Rudolph Wilhelm Wiedemann 1830.  Anastrepha serpentina ingår i släktet Anastrepha och familjen borrflugor. Inga underarter finns listade i Catalogue of Life.

## Bildgalleri

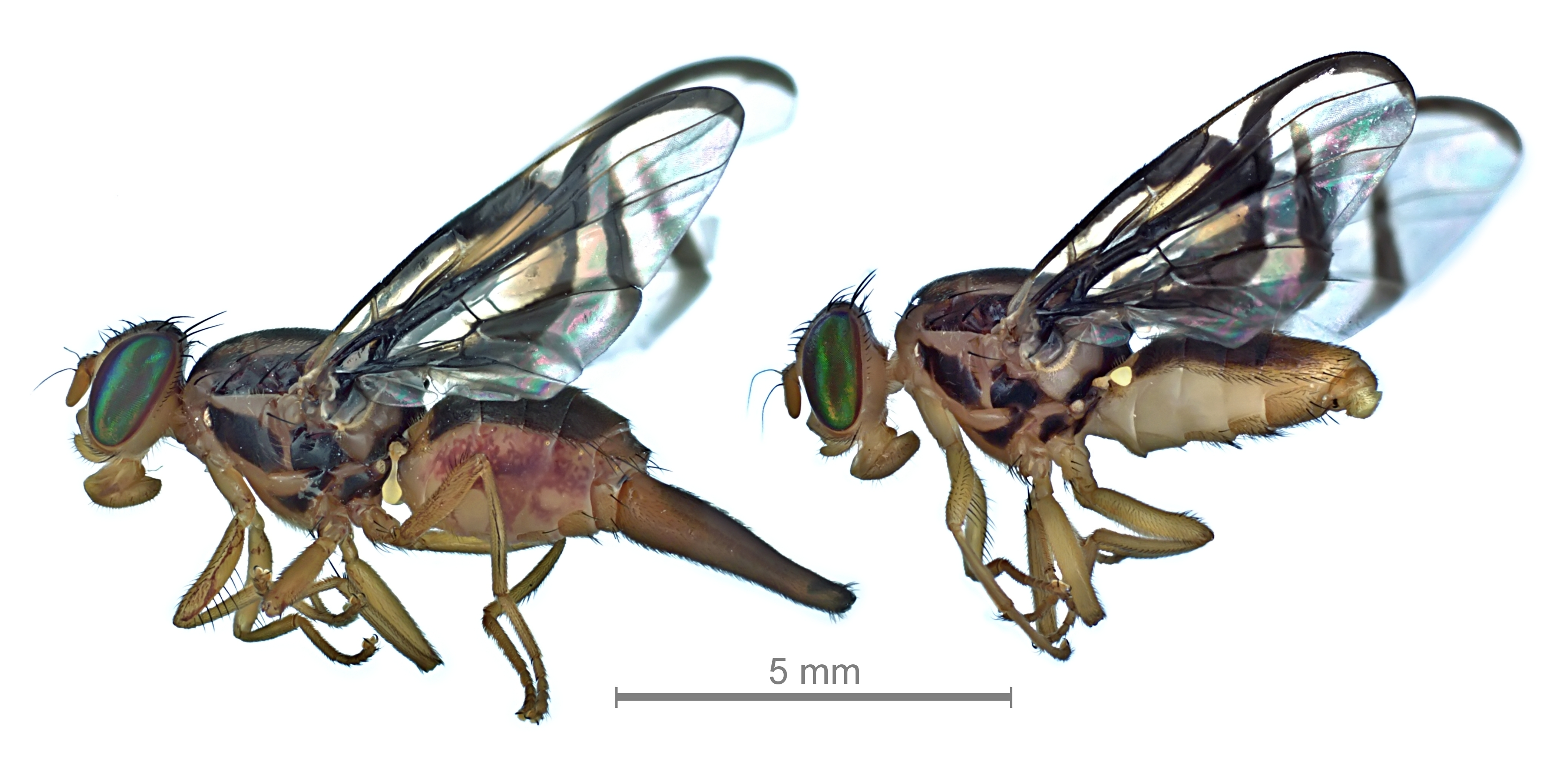
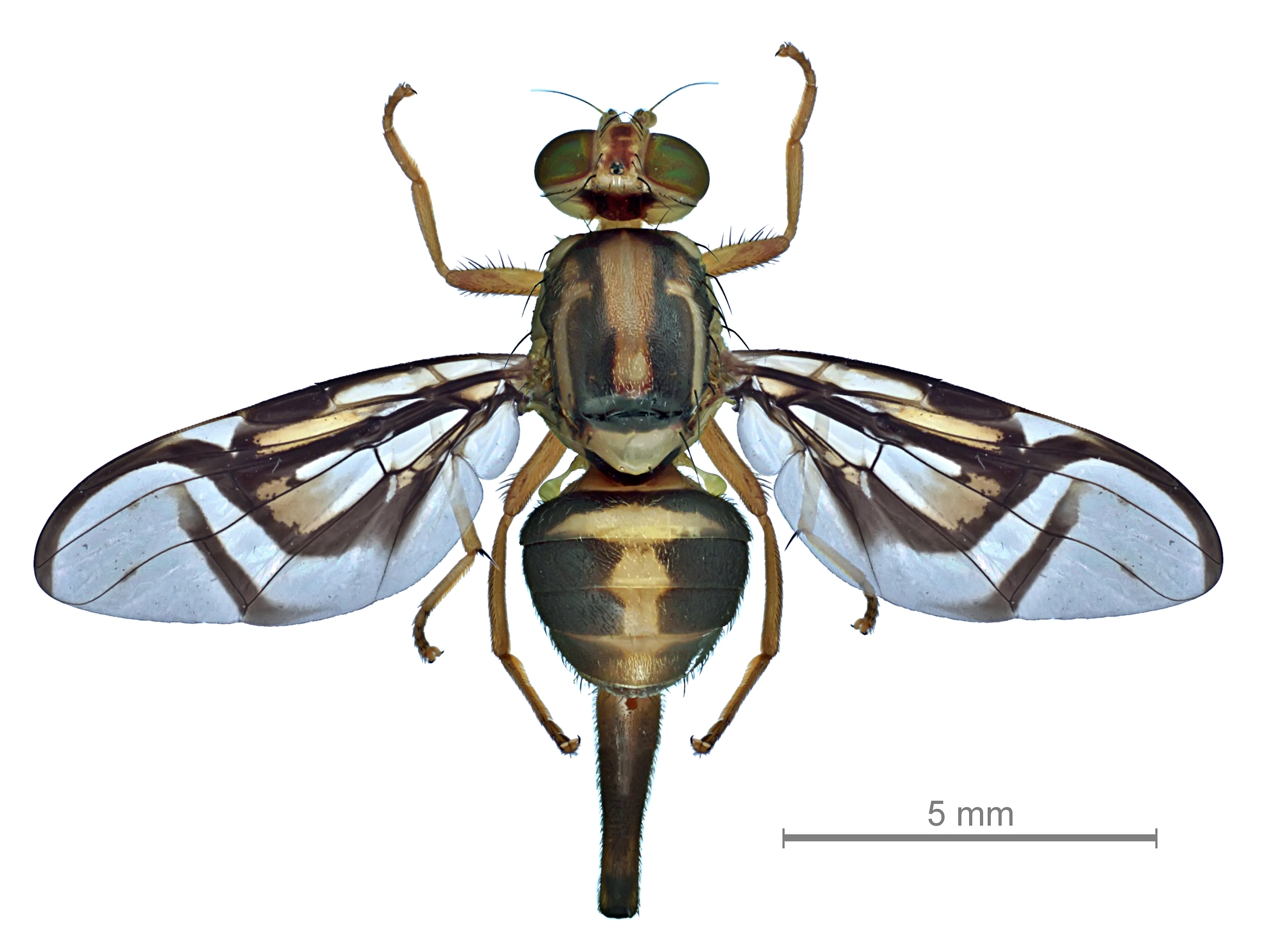
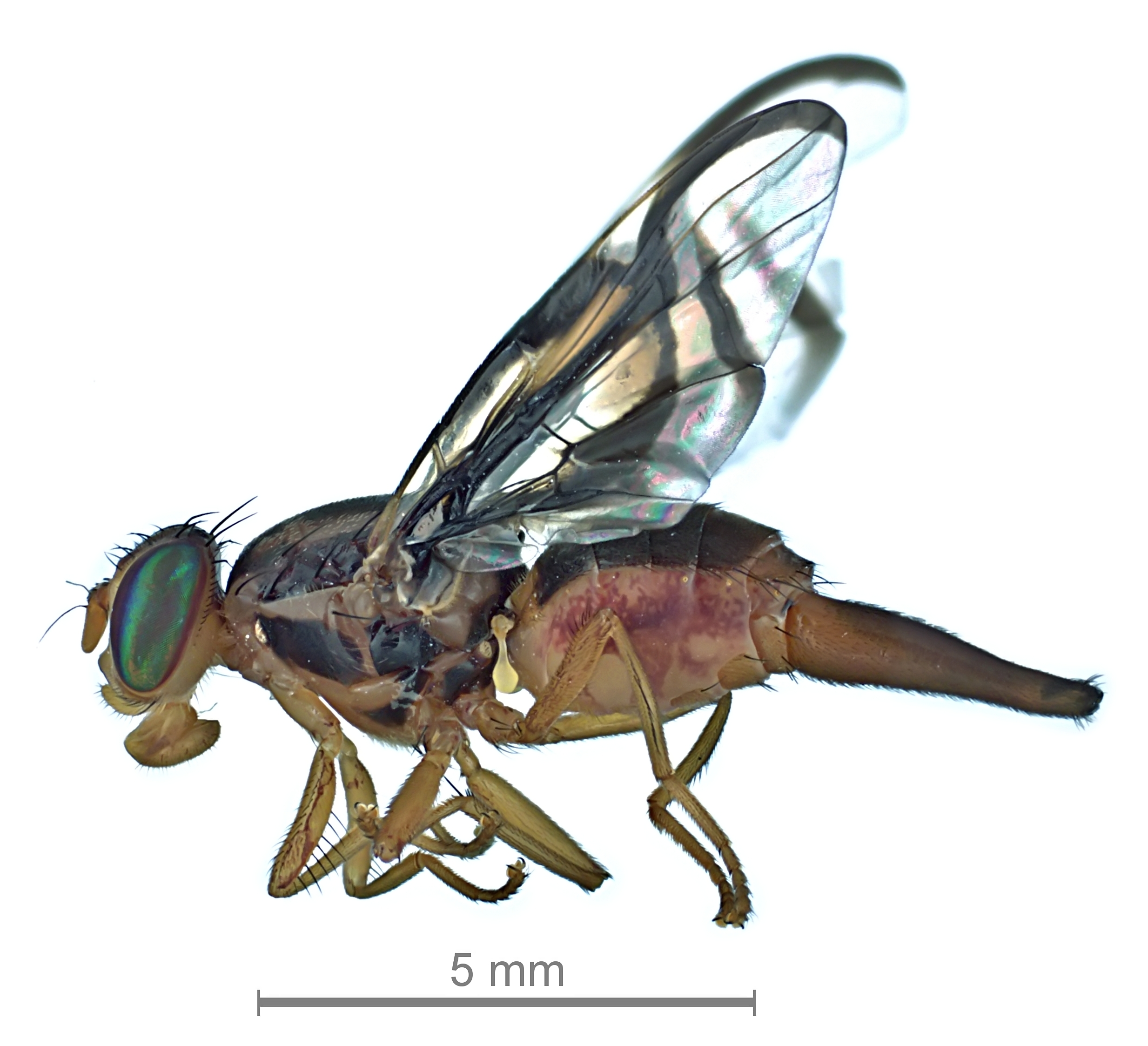
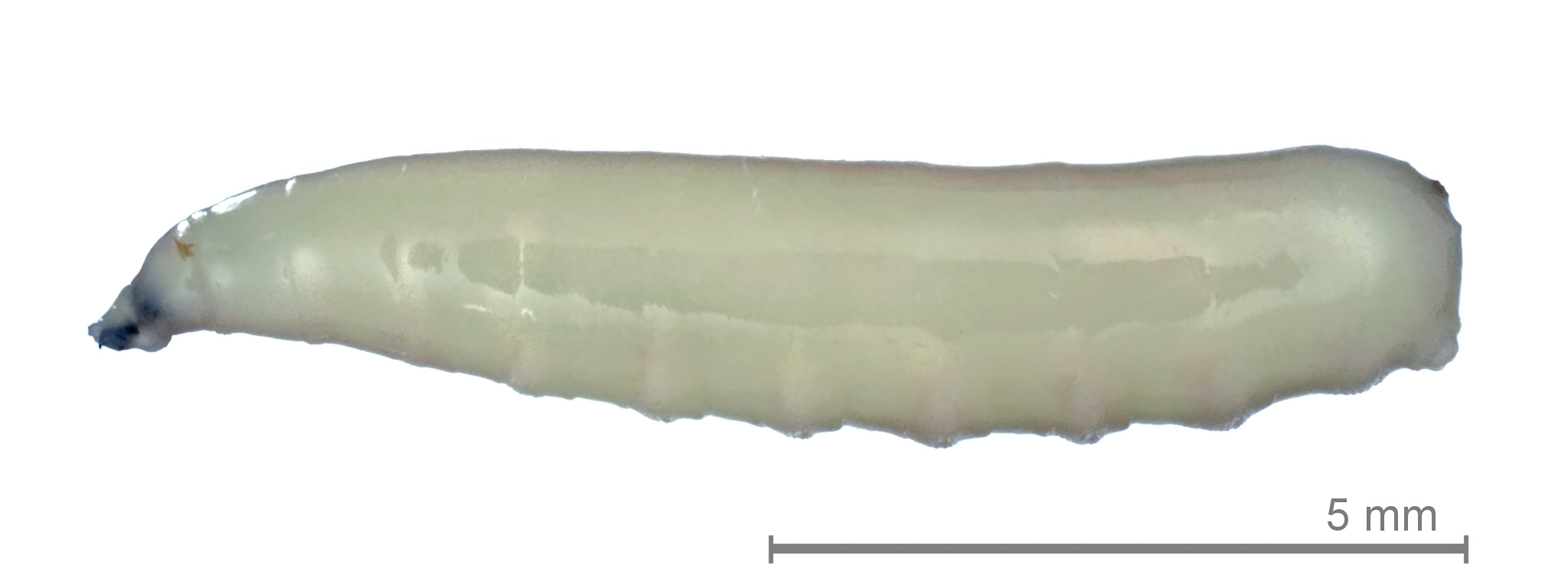
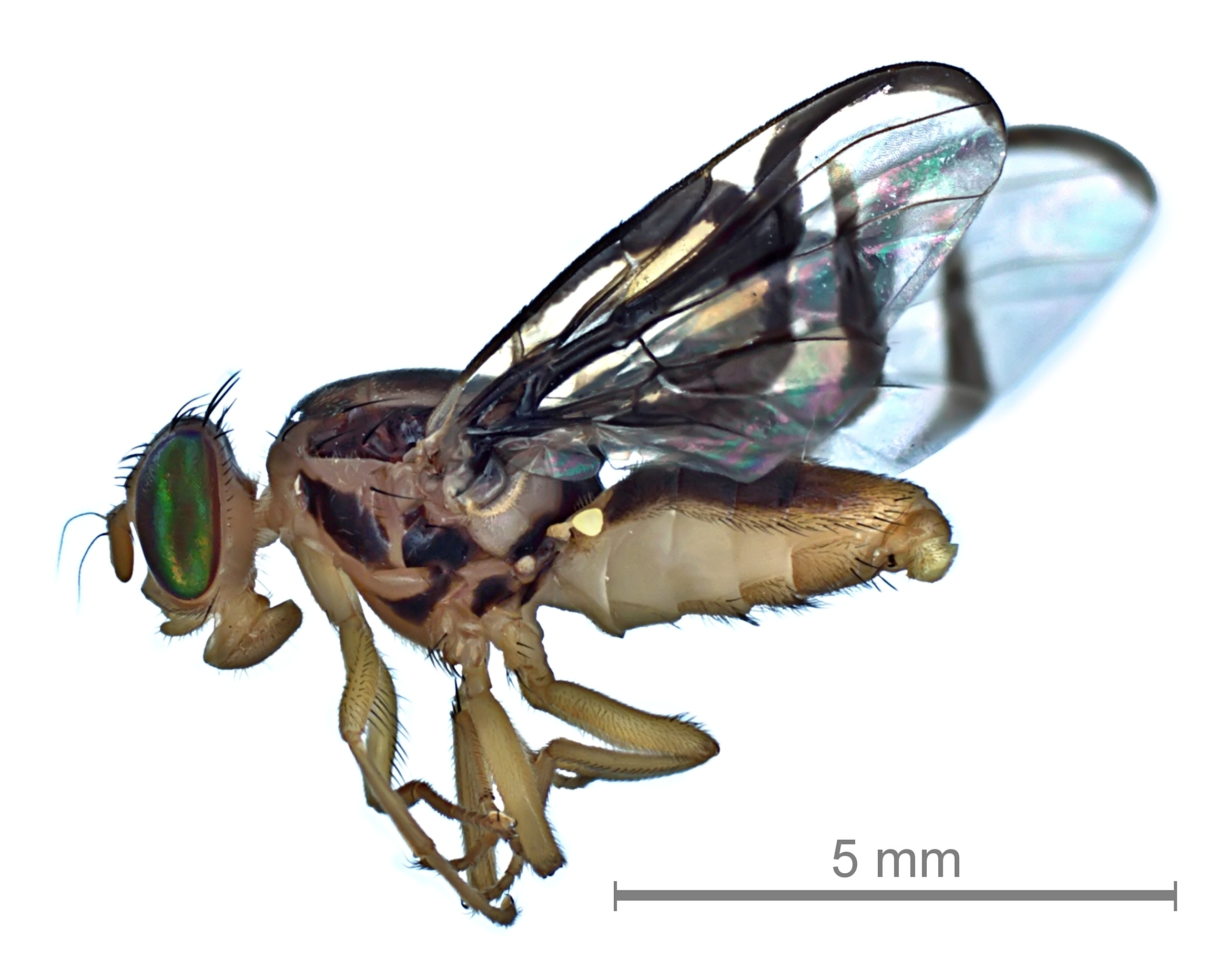